# World of Warcraft: Cataclysm
World of Warcraft: Cataclysm(World of Warcraft:Cataclismo) é a terceira expansão para o jogo de MMORPG, World of Warcraft, na sequência da última expansão Wrath of the Lich King. Foi oficialmente anunciada na BlizzCon em 21 de agosto de 2009. Depois de muitos rumores e especulações, a Blizzard anunciou oficialmente a data de lançamento de 7 de dezembro de 2010.
Antes de Cataclysm ser anunciado como o título oficial da expansão, era conhecido internamente como World of Warcraft: Worldbreaker (World of Warcraft: QuebraMundo).
Logo após o anúncio da data de lançamento, em 5 de outubro, a Blizzard implementou a reforma dos sistemas de jogo com ("Patch 4.0.1"), incluindo novas possibilidades para as classes, alteração das profissões, remoção de status, e revisão das artes.

## Recordes
A expansão, vendeu 4,7 milhões de cópias em um mês. De acordo com a Blizzard, produtora do game, trata-se do novo recorde de vendas em um mês para um jogo de PC. Cataclysm já havia sido consagrado como o game para computador com a comercialização mais rápida da história: 3,3 milhões de cópias nas primeiras 24 horas, superando a versão anterior, World of Warcraft: Wrath of the Lich King, que detinha o recorde. Anunciado no dia 10 de Janeiro de 2011.

## Anúncio e Desenvolvimento
Em fevereiro de 2010, em uma conferência com investidores da Activision Blizzard, Mike Morhaime CEO da Blizzard revelou que Cataclysm seria lançado no mesmo ano.
Em 3 maio de 2010, foi oficialmente confirmado para o grupo de testes Alpha que o processo de teste para Cataclysm tinha começado, alimentando especulações de que o alfa mais aberta teria início nos próximos meses. Apesar do acordo de não-divulgação (NDA), grande parte do início do jogo foi divulgado por diversas fontes depois que o cliente foi distribuído por toda a Internet alguns dias depois do início da fase de testes. Em 11 de maio de 2010, verificou-se que a Blizzard tinha solicitado que pelo menos um desses sites retira-se qualquer conteúdo alpha até que o acabasse.
Em 30 de junho de 2010, Cataclysm entrou na fase de testes beta fechada, o envio de convites foi feito para os jogadores que se inscreveram através da sua conta Battle.net. O CEO da Activision, Bobby Kotick, através de um webcast,  confirmou que a expansão Cataclysm seria lançado nas prateleiras das lojas até o final do ano.
Em agosto de 2010, a Blizzard anunciou o World of Warcraft: Cataclysm Collector's Edition.
Em 7 de setembro (8 na Europa) foram lançadas as primeiras missões pré-Cataclysm nos servidores, e alguns dias depois, Patch 4.0.1 foi lançado para o teste público, indicando que a data de lançamento seria em um futuro não muito distante.
Em 30 de setembro, notícia do site MMO-Champion estimou que o jogo teria como data de lançamento 7 de dezembro de 2010 com base na mineração de dados, que revelou o início da próxima temporada de Arena. O GameSpot informou que a Amazon.com enviou notificação aos clientes que tinham feito pré-compra da Edição de Colecionador que a estimativa de data de chegada seria entre 4 janeiro e 18 janeiro de 2011. Pouco depois de outros sites como o Kotaku publicou cópias das notificações enviadas para os clientes da Amazon e postou em seu site marcando a data de lançamento em 5 de janeiro de 2011. A Amazon.com nos últimos dois expansões superestimou a data de lançamento do jogo para dar suas vendas uma reserva de segurança.
Em 4 de outubro de 2010, no auge da especulação em torno da data de lançamento, a Blizzard anunciou oficialmente o lançamento de Cataclysm para 7 dezembro de 2010. A expansão estará disponível como Edição Regular, Edição de Colecionador e como um novo download digital na Loja Online da Blizzard. A versão digital do jogo foi disponibilizado para pré-compra através da Battle.net, e dá aos jogadores a oportunidade de jogar o novo pacote de expansão no momento em que os servidores voltarem ao (às 12:01 am PST, 7 de dezembro).

## História
A trama central da expansão é o retorno do aspecto maligno dragão Deathwing (Asa da Morte), o Destruidor (originalmente Neltharion, o Carcereiro da Terra). Visto pela última vez em Warcraft II. Deathwing passou esse tempo se curando e traçando o seu regresso a partir do Plano Elemental. Os efeitos de seu retorno através da barreira dimensional de Azeroth causou um cataclismo arrebatador que remodelou Toda a superfície do mundo. No meio da catástrofe mundial tem conflito renovado entre a Aliança e a Horda que agora está sob o domínio do guerreiro Garrosh Grito Infernal.
Na esteira da ascensão de Asa da Morte, Azeroth foi transformada: áreas que tinham uma floresta exuberante foram reduzidos a cinzas,enquanto ambientes que eram desertos sofreram uma mudança semelhante mas inversa com crescimento de novas áreas verdes. Da mesma forma, a Aliança tem empurrado para a Barrens e destruiu Camp Taurajo, enquanto o próprio Barrens foi dividido em duas partes por uma fissura vulcânica.

## Mudanças no Design
Uma das principais características do Cataclysm é o redesenho dos continentes de Reinos do Leste e Kalimdor, áreas introduzidas com o lançamento de World of Warcraft em 2004. Enquanto que o design do jogo anteriormente não permitia o uso de montarias voadoras em áreas no 'velho mundo', essas áreas foram completamente redesenhadas com o vôo em mente.
Grandes mudanças estão sendo trazidas para estas zonas. Cada facção terá um processo mais simples de nivelamento, como todas novas missões, incorporando e atualizando a jogabilidade e a mecânica que foram alteradas ou redesenhadas desde o lançamento do jogo.
Junto com a reformulação de cada zona, cada raça terá sua respectiva área própria de partida, onde os jogadores irão fazer uma série de missões em cadeia que vai trazê-los até o nível 5-6, antes de enviá-los para fora dessas pequenas áreas.
Cada zona terá também a sua própria história, através de uma série de missões para manter o jogador interessado. Cada uma das zonas que são de uma facção específica, no entanto, vai atender apenas aos da facção que controla a zona. Zonas neutras terão missões baseadas em PvP (Player-versus-Player), fazendo o jogador competir contra a facção adversária (Horda contra Aliança, e vice-versa) para alcançar a meta desejada de sua facção. Esta característica torna o uso de escalonamento, que foi implementado na expansão Wrath of the Lich King.

## Novos Recursos
- Nível máximo elevado de 80 para 85
- Os jogadores serão capazes de usar montarias voadoras em zonas do mundo antigo de Azeroth (montarias voadoras antes restritas às zonas de Northrend e Outland devido às limitações de design
- Reestruturação e atualização de zonas dentro de Kalimdor e Eastern Kingdoms
- Novas cidades e cerca de 3500 novas missões.
- Reestruturação de missões de níveis baixo e médio para acompanhar a atualização das zonas.
- Sete novas Masmorras: Caverna Rocha Negra, Trono das Marés, PedraNucleo, Pinaculo do Vórtice, Cidade Perdida dos Tol'vir, Salões primordiais, e Grim Batol , todas disponíveis nos modos normal e heróico no nível 85.
- Três novas raids: o Bastião do crepúsculo, Descenso do asa negra e Trono dos Quatro Ventos, além da Prisão de Tol Barad após a conclusão zona de PvP (para ser lançado com patch mais recentes)
- Duas Masmorras lançadas anteriormente, Minas Mortas e Bastilha da Presa Negra. Será adicionado um modo Heróico o nível 85 dos jogadores.
- Novos campos de batalha e uma nova zona PvP, Tol-dûr (semelhante à Wintergrasp introduzido em Wrath of the Lich King)
- Uma nova habilidade secundária: Arqueologia.
- Uma revisão do sistema de Glyph com três tipos de Glyphs: Primário, Major e Minor. Além disso, Glyphs são ensinados como um feitiço e pode ser mudada sem a compra de glifos adicionais. No entanto, você vai precisar de um novo material chamado "Vanishing Powder" para substituir Glyphs existentes por novos.
- Um sistema de batalha nominal, juntamente com novas recompensas associadas.
- Novas zonas de acesso, incluindo Uldum, Deepholm, a cidade submersa de Vash'jir, as Altas Terras do Crepusculo e Monte Hyjal (que anteriormente era apenas uma raid em Cavernas do Tempo.)
- Duas novas raças jogáveis, Goblins e Worgen .
- Além da nova raça/combinações de classe (Tauren podem agora ser Paladinos, Gnomos Sacerdotes, Undeads podem ser caçadores, etc)
- Introdução de novos status com Maestria, que irão reforçar certas habilidades (ativa e passiva), dependendo da classe do jogador e especialização dos talentos
- Alterações na mecânica de classe, incluindo a abolição do uso de munições para Caçadores e Pedras das Almas para bruxos, a consolidação dos totens para Xamãs, a adição de Poder Celestial para paladinos, um eclipse mecânico para Druidas, a normalização Raiva, mudanças no sistema de runas, a mudança de mana para focus para Caçadores, e bônus racial;
- Bruxos e Caçadores agora podem ter um Mascote no nível 1, sem a necessidade de fazer uma missão.Bruxos também possuem mascotes no level 1(Imp) já os Caçadores podem ter um animal de acordo com sua raça (um urso Anões, Humanos um lobo, Morto-Vivo uma aranha, etc)
- Reformulação do sistema de stats, removendo stats como mana por 5 segundos (MP5), a penetração da armadura e avaliação da defesa e integrá-los de outras formas, como talentos ou o novo estatus Maestria.
- Grandes mudanças para as cidades de Ventobravo e Orgrimmar , com pequenas mudanças nas outras.
- Novas áreas iniciai para Trolls e Gnomos nos níveis 1-5
- Ao contrário do sistema atual, em que o talento de um jogador aprende seu primeiro ponto de talento no nível 10 e é capaz de colocar esse ponto em qualquer ponto subsequente que escolher, no Cataclysm, no nível 10, o jogador deve escolher uma especialização de talento (spec) e só gastar os pontos em nesta "árvore" até que tenham atingido 31 pontos. Uma vez que 31 pontos foram gastos, é capaz de usar o resto do seu total de pontos obtidos em qualquer uma das três árvores. Quando o jogador escolhe uma especialização no nível 10, ganha uma habilidade ativa importante, e 2-3 habilidades passivas. Isso foi feito, a fim de fazer os jogadores se sentem como se estivessem realmente especializado em uma árvore de talentos específicos, logo que eles são capazes de escolher um, e não em níveis mais altos, onde os pontos suficientes tenham sido colocados na árvore de sua escolha.
- Suporte experimental para DirectX 11 através da linha de comando.
- Novo ataque e sistemas de moeda PvP

Muitas dessas mudanças foram postas em vigor a partir de Patch 4.0.1, que acrescentou todos os novos sistemas (novos talentos, o sistema de glifos, as mudanças ortográficas, as mudanças de recursos, animais de estimação no nível 1, a remoção das stats de artigos e do jogo, Mastery e outros). Uma das características anunciadas anteriormente, chamado de "Path of the Titans", foi posteriormente retirado do lançamento de Cataclysm por razões desconhecidas. Path of the Titans era para ser um método "alternativo" do avanço do personagem após a chegada ao nível de 85. O sistema teria permitido um jogador a continuar a reforçar as suas capacidades e talentos existentes.

### Gráfico das combinações Raça e classes
| Gráfico de classes do Cataclysm | Gráfico de classes do Cataclysm | Gráfico de classes do Cataclysm | Gráfico de classes do Cataclysm | Gráfico de classes do Cataclysm | Gráfico de classes do Cataclysm | Gráfico de classes do Cataclysm | Gráfico de classes do Cataclysm | Gráfico de classes do Cataclysm | Gráfico de classes do Cataclysm | Gráfico de classes do Cataclysm |
|                                 | Death Knight                    | Druid                           | Hunter                          | Mage                            | Paladin                         | Priest                          | Rogue                           | Shaman                          | Warlock                         | Warrior                         |
| ------------------------------- | ------------------------------- | ------------------------------- | ------------------------------- | ------------------------------- | ------------------------------- | ------------------------------- | ------------------------------- | ------------------------------- | ------------------------------- | ------------------------------- |
| Alliance Draenei                | Sim                             |                                 | Sim                             | Sim                             | Sim                             | Sim                             |                                 | Sim                             |                                 | Sim                             |
| Alliance Dwarf                  | Sim                             |                                 | Sim                             | Novo                            | Sim                             | Sim                             | Sim                             | Novo                            |                                 | Sim                             |
| Alliance Gnome                  | Sim                             |                                 |                                 | Sim                             |                                 | Novo                            | Sim                             |                                 | Sim                             | Sim                             |
| Alliance Human                  | Sim                             |                                 | Novo                            | Sim                             | Sim                             | Sim                             | Sim                             |                                 | Sim                             | Sim                             |
| Alliance Night elf              | Sim                             | Sim                             | Sim                             | Novo                            |                                 | Sim                             | Sim                             |                                 |                                 | Sim                             |
| Alliance Worgen                 | Novo                            | Novo                            | Novo                            | Novo                            |                                 | Novo                            | Novo                            |                                 | Novo                            | Novo                            |
|                                 |                                 |                                 |                                 |                                 |                                 |                                 |                                 |                                 |                                 |                                 |
| Horde Blood elf                 | Sim                             |                                 | Sim                             | Sim                             | Sim                             | Sim                             | Sim                             |                                 | Sim                             | Novo                            |
| Horde Undead                    | Sim                             |                                 | Novo                            | Sim                             |                                 | Sim                             | Sim                             |                                 | Sim                             | Sim                             |
| Horde Goblin                    | Novo                            |                                 | Novo                            | Novo                            |                                 | Novo                            | Novo                            | Novo                            | Novo                            | Novo                            |
| Horde Orc                       | Sim                             |                                 | Sim                             | Novo                            |                                 |                                 | Sim                             | Sim                             | Sim                             | Sim                             |
| Horde Tauren                    | Sim                             | Sim                             | Sim                             |                                 | Novo                            | Novo                            |                                 | Sim                             |                                 | Sim                             |
| Horde Troll                     | Sim                             | Novo                            | Sim                             | Sim                             |                                 | Sim                             | Sim                             | Sim                             |                                 | Sim                             |

## Personagens em destaque
Entre as muitas personagens confirmadas a terem um papel de destaque na história e nesta expansão do Cataclysm estão:
- Asa da Morte, anteriormente como o Neltharion o Guardião da terra, confirmado como o vilão principal da expansão.
- Thrall, que abandona o comando da Horda.
- Garrosh Grito Infernal, novo líder da Horda.
- Varian Wrynn, é quem vai continuar a liderar a Alliança após o Cataclismo.
- Malfurion Tempesfúria, que retorna para evitar Mount Hyjal de ser destruído.
- Brann BarbaBronze, com os seus velhos truques como o líder da expedição para a região Uldum recém-descoberta.
- Genn Greymane, o Rei de Gilneas, que ajuda administrar uma cura ao seu povo, os worgen agora transformado pela maldição.
- Liam Greymane, Filho de Genn Greymane que se sacrifica para salvar a Cidade de Gilneas.
- Principe Mercador Gallywix, o Rei de Kezan.
- Nefarian, também conhecido por Asa Negra/Victor Nefarius, filho de Asa Negra, ressuscitado por seu pai, se retirou para as profundezas da Montanha Rocha Negra para continuar seus experimentos com as outras Revoadas Dragonicas.
- Ragnaros, que permanece vivo para desafiar o mundo no Monte Hyjal, e mais tarde no seu próprio Plano Elemental nas Terras do Fogo.
- O culto Martelo do Crepusculo tem um maior papel nesta nova expansão; os seus servos estão revelando trabalhar para Asa da Morte.

### Kalimdor
- Território Contestado Monte Hyjal (80-82)
- Território Contestado Uldum (83-84)

### Eastern Kingdoms
- Território da Aliança Gilneas (1-15)
- Território Contestado Altas Terras do Crepusculo (84-85)
- Território Contestado Tol Barad (85) (Zona Outdoor de PvP)
- Território Contestado Cicatriz de Asa da Morte (Entrada para Deepholm)

### The Great Sea
- Território da Horda Ilhas Perdidas (6?-15)
- Território Contestado Cidade Submersa de Vashj'ir (78-82)

### South Seas -Horde territory (7-12)
- Território da Horda Kezan (1-5)

### Elemental Plane
- Território Contestado Geodomo (82-84)

## Novidades em PvP

### Battlegrounds
Battle of Gilneas será uma nova battleground no qual você ganha o controle da cidade, ao tomar o controle de mais distritos da cidade que o adversário.
As battlegrounds nesta expansão serão pontuadas (rated), como as arenas, e proporcionará as mesmas recompensas como as arenas.

### Arenas
Estão sendo planejadas novas arenas para esta expansão.

### Zona de PvP
Tol Barad será uma nova zona outdoor de PvP muita parecida com Wintergrasp.  Mas ao contrário de Wintergrasp, Tol Barad será também o centro principal das quests diárias em toda a expansão.  Ao tomar o controlo da Tol Barad Prison, os jogadores terão acesso a adicionais quests muito rentáveis.

## Esquemas maliciosos
Um blogueiro descobriu múltiplas trademarkings pertencentes a Blizzard sob o nome de cataclismo. A notícia tem, desde então, espalhou-se pelo WOW.com, e outros.
Antes do anúncio da expansão, milhares de jogadores tinham recebido e-mails convidando-os a aderir a um "teste alfa", como scammers estão de olho para capitalizar sobre os rumores antes do anúncio.